# Eugene Wright
Eugene Wright (Chicago, 1923. május 29. – Valley Glen, Los Angeles, 2020. december 30.) amerikai bőgős, dzsesszzenész. A Dave Brubeck Quartet  tagja volt.

## Pályafutása
A középiskolában kornetten játszott. A 16 tagú Dukes of Swing zenekart vezette húszas éveiben. A 30-as évei elejéig nagyrészt autodidakta módon basszusgitározni tanult. Magántanulmányokat folytatott Paul Gregorynál és Walter Page-nél.
1952-1955 között Buddy DeFranco-val turnézott Európában. 1955-ben a Red Norvo trióban játszott. Szerepelt egy rövidfilmben Charlie Barnettel.
Wright legjelentősebb zenésztársa a Dave Brubeck Quartet volt, amelyhez 1958-ban csatlakozott. 1968-ig maradt a Brubecknél, a klasszikus felállás tagjaként Paul Desmonddal és Joe Morelloval szerepelt. Mint a Dave Brubeck Quartet tagjaként vált világszerte ismertté.
Wright játszott a Lonnie Simmons együttesével is, és vezette saját együttesét, a Swing Dukes-t. Brubeck mellett sok más dzsessz-sztárral is játszott, köztük Count Basie-vel, Charlie Parkerral, Billie Holiday-jel, Carmen McRae-vel, Dorothy Donegannal és másokkal.
Dave Brubeck 2012. december 5-i halála után Wright a klasszikus kvartett utolsó még élő tagja volt. Elhunyt: 2020. december 30-án.

## Lemezek

### With Dave Brubeck
- Dave Brubeck Quartet in Europe (1958)
- Gone with the Wind (1959)
- Time Out (1959)
- The Riddle (1960)
- Brubeck and Rushing (1960)
- Bernstein Plays Brubeck Plays Bernstein (1960)
- Southern Scene (1960)
- Brubeck à la mode (1960)
- Tonight Only! (1960)
- Near-Myth (1961)
- Take Five Live (1962)
- Time Further Out (1961)
- The Real Ambassadors (1962)
- Countdown—Time in Outer Space (1962)
- Brandenburg Gate: Revisited (1963)
- Bossa Nova U.S.A. (1962)
- At Carnegie Hall (1963)
- Time Changes (1964)
- Jazz Impressions of Japan (1964)
- Dave Brubeck in Berlin (1964)
- Jazz Impressions of New York (1965)
- Angel Eyes (1965)
- Anything Goes! The Dave Brubeck Quartet Plays Cole Porter (1965)
- My Favorite Things (1966)
- Time In (1966)
- Jackpot! (1966)
- Bravo! Brubeck! (1967)
- Buried Treasures (1968)
- The Last Time We Saw Paris (1968)
- Brubeck in Amsterdam (1969)
- Summit Sessions (1971)
- 25th Anniversary Reunion (1977)